# C22orf39
C22orf39 (англ. Chromosome 22 open reading frame 39) – білок, який кодується однойменним геном, розташованим у людей на довгому плечі 22-ї хромосоми. Довжина поліпептидного ланцюга білка становить 142 амінокислот, а молекулярна маса — 16 805.
| 10         |  | 20         |  | 30         |  | 40         |  | 50         |
| ---------- |  | ---------- |  | ---------- |  | ---------- |  | ---------- |
| MCRCSLVLLS |  | VDHEVPFSSF |  | FIGWRTEGRA |  | WRAGRPDMAD |  | GSGWQPPRPC |
| EAYRAEWKLC |  | RSARHFLHHY |  | YVHGERPACE |  | QWQRDLASCR |  | DWEERRNAEA |
| QQSLCESERA |  | RVRAARKHIL |  | VWAPRQSPPP |  | DWHLPLPQEK |  | DE         |

A: Аланін

C: Цистеїн

D: Аспарагінова кислота

E: Глутамінова кислота

F: Фенілаланін

G: Гліцин

H: Гістидин

I: Ізолейцин

K: Лізин

L: Лейцин

M: Метіонін

N: Аспарагін

P: Пролін

Q: Глутамін

R: Аргінін

S: Серин

T: Треонін

V: Валін

W: Триптофан

Задіяний у такому біологічному процесі, як альтернативний сплайсинг. 